# Cortisolo
Il cortisolo, o idrocortisone, è un composto chimico di formula C21H30O5 che in condizioni standard si presenta come un solido cristallino amorfo di colore bianco, inodore e dal gusto acido.

## Storia
Fu scoperto negli anni '30 da Edward Kendall e denominato Composto F, o 17-idrossicorticosterone. Ottenne l'approvazione della FDA il 5 agosto 1952.

## Caratteristiche strutturali e fisiche
Il cortisolo è un 17-α-idrossi-C21-steroide, in particolare si tratta di un derivato del 4-pregnano che presenta gruppi aldeidici in posizione 3 e 20 e gruppi ossidrilici in posizione 11, 17 e 21. Include un nucleo di ciclopenteno-peridrofenantrene, composto da tre anelli a 6 carboni e un singolo anello pentano a 5 carboni.
In totale il composto presenta 21 atomi di carbonio con una catena laterale a 2 carboni collegata alla posizione 17 e gruppi metilici al C-10 e al C-13.
Vieni inoltre classificato come α-idrossi chetone primario e α-idrossi chetone terziario.
Cristallizza sotto forma di piastre da alcol o alcol isopropilico e come blocchi cristallini striati da etanolo assoluto o isopropanolo. In acetone diluito forma cristalli monoclini, sfenoidali e tabulari. Il composto risulta igroscopico e solubile in acqua, metanolo, etanolo, diossano e acido solforico concentrato.
Quando viene sciolto in acido solforico concentrato emette un'intensa fluorescenza verde. Il composto è sensibile alla luce.
| N. di atomi pesanti                      | 26             | 26             |
| N. di donatori di legami a idrogeno      | 3              | 3              |
| N. di accettori di legami a idrogeno     | 5              | 5              |
| N. di legami ruotabili                   | 2              | 2              |
| N. di elementi stereogenici identificati | 7              | 7              |
| Massa monoisotopica                      | 362,20932405 u | 362,20932405 u |
| Superficie polare                        | 94.8 Å²        | 94.8 Å²        |
| Sezione d'urto                           | [M+H]+         | 185,1 Å²       |
| Sezione d'urto                           | [M-H]-         | 191,9 Å²       |
| Sezione d'urto                           | [M+Na]+        | 212,9 Å²       |
| Sezione d'urto                           | [M+K]+         | 210,7 Å²       |
| Sezione d'urto                           | [M+H-H2O]+     | 180,18 Å²      |
| Sezione d'urto                           | [M-H2O-H]-     | 182,99 Å²      |
| Sezione d'urto                           | [M+HCOO]-      | 191,54 Å²      |

| Solvente            | mg/ml a 25 °C |
| ------------------- | ------------- |
| Etanolo             | 15,0          |
| Metanolo            | 6,2           |
| Acetone             | 9,3           |
| Cloroformio         | 1,6           |
| Etere               | 0,35          |
| Glicole propilenico | 12,7          |
| DMSO                | 73            |

| Potere rotatorio specifico | +167° a 22 °C          |
| Permeabilità Caco-2        | -4,66                  |
| Gravità specifica          | 1,289 a 20 °C/4 °C     |
| Volume molare              | 281,4 ± 5,0 cm³        |
| Pressione di vapore        | 0,0 ± 3,5 mmHg a 25 °C |
| Entalpia di vaporizzazione | 97,7 ± 6,0 kJ/mol      |
| Rifrattività molare        | 95,6 ± 0,4 cm³         |
| Polarizzabilità            | 37,9 ± 0,5 10⁻²⁴ cm³   |
| Tensione superficiale      | 58,8 ± 5,0 dyne/cm     |

## Sintesi del composto
Il composto viene sintetizzato a partire da un idruro di pregnano.

## Reattività e caratteristiche chimiche
Modifiche chimiche in varie posizioni della molecola steroidea portano a analoghi sintetici del cortisolo con un aumento delle attività glucocorticoidi e/o mineralocorticoidi. Ad esempio, il cortisone deriva dal cortisolo sostituendo il gruppo idrossile al C-11 con un gruppo carbonile, mentre il prednisolone è il risultato dell'aggiunta di un doppio legame tra le posizioni C-1 e C-2 del cortisolo.

### Spettri analitici
- 1H NMR[24]
- 13C NMR[25]
- GC-MS
- MS-MS[26]
- LC-MS[27]
- UV
- IR[28]
- FTIR[29]
- ATR-IR[30]
- Raman[31]

## Biochimica
Dal punto di vista biochimico, si tratta di un corticosteroide, nello specifico un glucocorticoide prodotto dalle ghiandole surrenali e più precisamente dalla zona fascicolata della loro porzione corticale a partire dal colesterolo. I recettori dei glucocorticoidi sono presenti in tutto il corpo, pertanto il cortisolo è in grado di esercitare la propria azione su quasi tutti gli organi e i sistemi: sistema nervoso, apparato respiratorio, sistema immunitario, apparato circolatorio, sistema riproduttivo, muscoli scheletricio e apparato tegumentario.
Gli ormoni steroidei, come il cortisolo, sono messaggeri primari. Grazie alle loro liposolubilità, possono attraversare la membrana citoplasmatica. Una volta attraversata la membrana cellulare ed entrato nella cellula, il cortisolo si lega a specifici recettori nel citoplasma. In assenza di cortisolo, il recettore dei glucocorticoidi si lega a una proteina chaperone (Hsp90) nel citosol. Il legame del cortisolo al recettore dei glucocorticoidi dissocia l'Hsp90. Il complesso cortisolo-recettore entra quindi nel nucleo della cellula, influenzando la trascrizione genica.
Poiché la maggioranza degli effetti del cortisolo dipendono dal legame con i recettori citosolici, solo una piccola frazione di cortisolo libero, non legato, si rivela biologicamente attiva. Esce dal mitocondrio, migra fuori dalla cellula nello spazio extracellulare e nel flusso sanguigno. Grazie al suo basso peso molecolare e alla sua natura lipofila, il cortisolo libero entra nelle cellule attraverso la diffusione passiva, rendendo possibile misurare il cortisolo libero in molti fluidi corporei.
Il rilascio di cortisolo segue il ritmo circadiano regolato dal nucleo soprachiasmatico che a sua volta attiva l'asse ipotalamo-ipofisi-surrene regolando sia la produzione che la secrezione di cortisolo. In generale, i livelli di cortisolo nel sangue aumentano durante la prima mattina (massimo intorno alle 8) e diminuiscono leggermente la sera e durante la fase iniziale del sonno.
Sia il cortisone che il prednisone devono essere convertiti nei metaboliti attivi cortisolo e prednisolone, rispettivamente, prima di esercitare la loro azione.

### Risposta immunitaria
Come altri glucocorticoidi induce l'apoptosi delle cellule T proinfiammatorie, sopprime la produzione di anticorpi dalle cellule B e riduce la migrazione dei neutrofili durante l'infiammazione.

### Risposta allo stress
Viene solitamente chiamato "ormone dello stress" poiché è coinvolto nella risposta allo stress e all'ansia, regolato dall'ormone di rilascio della corticotropina (CRH).
Il corpo umano risponde continuamente ai fattori di stress interni ed esterni elaborando le informazioni e innescando una risposta a seconda del grado di minaccia. In situazioni di stress, si attiva il sistema nervoso simpatico (SNS), responsabile della risposta "combatti o fuggi", che provoca una cascata di risposte ormonali e fisiologiche.
L'amigdala è responsabile dell'elaborazione della paura, dell'eccitazione e degli stimoli emotivi per determinare la risposta appropriata. Se necessario, l'amigdala invia un segnale di stress all'ipotalamo. L'ipotalamo attiva successivamente l'SNS e le ghiandole surrenali rilasciano un'ondata di catecolamine, come l'epinefrina, che comporta effetti come l'aumento della frequenza cardiaca e respiratoria.
Se il corpo continua a percepire gli stimoli come una minaccia, l'ipotalamo attiva l'asse HPA. Il cortisolo viene rilasciato dalla corteccia surrenale e consente al corpo di rimanere in stato di allerta. A livello acuto, i meccanismi catabolici del cortisolo forniscono energia al corpo.

### Glucosio e omeostasi delle proteine
Il cortisolo agisce sul fegato, sui muscoli, sul tessuto adiposo e sul pancreas. Nel fegato, livelli elevati di cortisolo aumentano la gluconeogenesi e riducono la sintesi di glicogeno. I muscoli dispongono di una propria riserva di glicogeno interno che consente loro di rispondere rapidamente ai cambiamenti delle esigenze di ATP. In presenza di cortisolo, le cellule muscolari riducono l'assorbimento e il consumo di glucosio e aumentano la degradazione delle proteine, fornendo amminoacidi glucogenici per la gluconeogenesi.
Nei tessuti adiposi, il cortisolo aumenta la lipolisi, un processo catabolico che rilascia glicerolo e acidi grassi liberi che possono essere utilizzati nella β-ossidazione e come fonte di energia per altre cellule mentre continuano a produrre glucosio. Infine, il cortisolo agisce sul pancreas riducendo la secrezione di insulina e aumentando quella di glucagone. Il glucagone incrementa la glicogenolisi epatica, la gluconeogenesi epatica, la chetogenesi epatica e la lipolisi, mentre riduce la lipogenesi. Il cortisolo potenzia l'attività del glucagone, dell'epinefrina e di altre catecolamine.

### Patologie
La perdita di regolazione può portare a disturbi da eccesso di cortisolo, come la sindrome di Cushing, o a insufficienza corticosurrenale, come il morbo di Addison.
Gli estrogeni accelerano la produzione epatica di CBG, e i livelli di cortisolo vengono frequentemente valutati nei carcinomi surrenalici, trattati con mitotano, un farmaco adrenolitico, come effetto simile agli estrogeni. Inoltre, l'aumento dei livelli di CBG indotto dai contraccettivi orali porta a una sovrastima dell'azione del cortisolo basata sui livelli totali di cortisolo e alla sottodiagnosi di insufficienza surrenalica. Riduzioni acute dei livelli di CBG e ipoproteinemia sono state osservate in caso di sepsi e malattie acute, mentre i pazienti presentavano livelli totali di cortisolo nel siero inferiori alla norma nonostante la funzione surrenalica fosse normale.
Alcune mutazioni di SERPINA6 mostrano livelli bassi o assenti di CBG circolante, mentre alcune varianti polimorfiche influenzano solo la struttura del sito di legame del cortisolo, con livelli di CBG normali. Questi pazienti presentano comunemente livelli di cortisolo totale nel siero bassi o non rilevabili, con livelli normali di ACTH, mentre i livelli di cortisolo libero nel siero e nella saliva risultano costantemente normali.
La 11β-HSD1 converte il cortisone inattivo in cortisolo attivo, e il tasso di produzione di cortisolo a cortisone (F/E) ne riflette l'attività enzimatica. Rapporti F/E aumentati nel siero e nel plasma sono stati osservati in casi di ipertensione, obesità e sindrome metabolica.

## Farmacologia e tossicologia

### Farmacocinetica

#### Assorbimento
La farmacocinetica dell'idrocortisone può variare di 10 volte da paziente a paziente. Dopo la somministrazione orale a una dose di 0,2-0,3 mg/kg/giorno, la Cmax media e l'AUC del cortisolo libero plasmatico sono rispettivamente di 32,69 nmol/L e 90,63 h x nmol/L. La Cmax media e l'AUC del cortisolo totale plasmatico sono rispettivamente di 514,47 nmol/L e 1743,93 h x nmol/L.
Dopo la somministrazione di una dose di 0,4-0,6 mg/kg/giorno, la Cmax media e l'AUC del cortisolo libero plasmatico sono rispettivamente di 70,81 nmol/L e 199,11 h x nmol/L. La Cmax media e l'AUC del cortisolo totale plasmatico sono rispettivamente di 754,94 nmol/L e 2533,02 h x nmol/L.
La crema topica ha una biodisponibilità del 4-19% con un Tmax di 24 ore. I clisteri hanno una biodisponibilità di 0,810 per gli assorbitori lenti e di 0,502 per gli assorbitori rapidi. Gli assorbitori lenti assorbono l'idrocortisone a una velocità di 0,361 ± 0,255/h, mentre gli assorbitori rapidi lo assorbono a una velocità di 1,05 ± 0,255/h. Una dose endovenosa di 20 mg di idrocortisone ha un AUC di 1.163 ± 277 ng*h/mL.
Circa il 70% del cortisolo circolante è legato alla transcortina, il 22% all'albumina e l'8% circola nel sangue come cortisolo libero.

#### Metabolismo
Il volume di distribuzione del cortisolo totale è pari a 39,82 l, mentre per il cortisolo libero si attesta pari a 474,38 l. Il cortisolo è presente nel siero in tre forme: libero (≈5%), legato alle proteine (≈80%) e nei suoi metaboliti. Si lega principalmente alla globulina (CBG) o all'albumina. Poiché oltre il 90% del cortisolo circolante nel siero umano è legato alle proteine, le variazioni nelle proteine di legame possono modificare i livelli di cortisolo totale nel siero senza influenzare le concentrazioni libere di cortisolo.
Il cortisolo legato e libero nel sangue rimangono in un equilibrio dinamico. A causa della sua sensibilità alla temperatura, la CBG rilascia cortisolo in risposta a febbre e calore esterno. L'affinità di legame del cortisolo con la CBG diminuisce di circa 16 volte con l'aumento della temperatura da 35 °C a 42 °C.
La proteolisi indotta da infiammazione sistemica può alterare i livelli di CBG e albumina. La scissione della CBG umano da parte dell'elastasi dei neutrofili provoca un cambiamento conformazionale e una sostanziale perdita di affinità di legame della CBG con il cortisolo, regolando così la biodisponibilità di quest'ultimo.
La regolazione pre-recettore del cortisolo coinvolge l'affinità di legame con la CBG e la interconversione tra cortisolo e cortisone catalizzata dalla 11β-idrossisteroide deidrogenasi (11β-HSD). Entrambi questi meccanismi influenzano la biodisponibilità del cortisolo per il legame al recettore dei glucocorticoidi. La 11β-HSD modula la biodisponibilità del cortisolo attraverso l'attivazione o l'inattivazione sia a livello sistemico che nei tessuti localizzati. Oltre alle condizioni fisiologiche, i farmaci possono anche influenzare i livelli circolanti della CBG regolando direttamente la sua produzione e clearance.

#### Eliminazione
Viene escreto prevalentemente attraverso le urine.

### Farmacodinamica
Come agonista del recettore dei glucocorticoidi, portando a effetti a valle come l'inibizione della fosfolipasi A2, dell'NF-κB, di altri fattori di trascrizione infiammatori e la promozione di geni anti-infiammatori. Presenta un ampio indice terapeutico e una durata d'azione moderata.

### Effetti del composto e usi clinici
Aumenta la pressione sanguigna e la glicemia, ovvero favorisce il catabolismo proteico, la gluconeogenesi, la stabilità della parete capillare, l'escrezione renale del calcio e sopprime le risposte immunitarie e infiammatorie.
Viene utilizzato, in medicina e medicina veterinaria, come farmaco antinfiammatorio, antistaminico e antiasmatico. In generale viene commercializzato come:
- iniezione e per via topica, per il trattamento di infiammazioni, allergie, malattie del collagene, asma, insufficienza corticosurrenalica, shock e alcune condizioni neoplastiche;
- soluzioni auricolari, per il trattamento delle infezioni del condotto uditivo esterno causate da organismi sensibili e con infiammazione;
- compresse, per alcune condizioni endocrine, reumatiche, malattie del collagene, allergie, patologie oftalmiche, patologie respiratorie, ematologiche, neoplastiche, edematose, gastrointestinali e altre;
- clistere, per la colite ulcerosa,
- unguento, in associazione ad antibiotici, per dermatosi sensibili ai corticosteroidi con infezioni,
- crema con aciclovir, per il trattamento dell'herpes labiale,
- granuli orali, come terapia sostitutiva per l'insufficienza corticosurrenalica nei bambini di età inferiore ai 17 anni.

### Tossicologia
Nella forma sintetica è considerato un potenziale interferente endocrino.